# Двойной агент (фильм, 2011)
«Двойной агент» (англ.  The Double) — американский политический триллер Майкла Брандта. Премьера в кинотеатрах США прошла 28 октября 2011 года, в России — 8 декабря 2011 года.

## Сюжет
Сотрудник ЦРУ в отставке в паре с молодым агентом ФБР должен разгадать тайну убийства сенатора. Все улики преступления указывают на легендарного убийцу под кодовым именем «Кассий» из спецгруппы КГБ из Советского Союза, которого все считали мёртвым с 1988 года.

## В ролях
- Ричард Гир — Пол Шефердсон
- Тофер Грейс — агент ФБР Бен Гири
- Мартин Шин — Том Хайлэнд, директор ЦРУ
- Стивен Мойер — Игорь Иванович Волк по кличке «Брут», бывший советский агент
- Одетт Эннэйбл — Натали Гири
- Стана Катич — Эмбер, русская проститутка
- Кристофер Маркетт — Гаррисон
- Джеффри Пирс — агент Уивер
- Тамер Хассан — Йохан Бозловский, советский агент-киллер
- Николь Форстер — Молли
- Юрий Сардаров — Лео
- Иван Федоров — Попрошайка

## Съёмки
Съёмки проходили в Детройте.